# Dasymys montanus
Dasymys montanus is een knaagdier uit het geslacht Dasymys dat voorkomt in het Ruwenzori-gebergte van Oeganda, op 2600 tot 3810 m hoogte. Deze soort wordt soms tot D. incomtus gerekend. Deze soort is het nauwste verwant aan D. medius, een soort die op kleinere hoogte onder andere in de Ruwenzori voorkomt; deze soort wordt door sommige auteurs ook tot D. incomtus gerekend.
Deze soort heeft een zeer lange, fijne vacht die aan de bovenkant zeer donker is en aan de onderkant donkergrijs. Het is een kleine soort, met in het bijzonder een korte staart.